# Exodictyon subdendatum
Exodictyon subdendatum là một loài rêu trong họ Calymperaceae. Loài này được Broth. Cardot mô tả khoa học đầu tiên năm 1899.